# Lagocheirus procerus
Lagocheirus procerus là một loài bọ cánh cứng trong họ Cerambycidae.